# Acrocalanus gracilis
Acrocalanus gracilis är en kräftdjursart som beskrevs av Giesbrecht 1888. Acrocalanus gracilis ingår i släktet Acrocalanus och familjen Paracalanidae. Inga underarter finns listade i Catalogue of Life.